# Bruder Singer
Bruder Singer mit dem Untertitel Lieder unseres Volkes ist ein Liederbuch mit bekannten deutschen Liedern und Volksliedern, das erstmals 1951 im Bärenreiter-Verlag erschien und 327 Lieder mit Texten und Noten umfasste. Die Herausgeber waren Hermann Peter Gericke, Hugo Moser, Alfred Quellmalz und Karl Vötterle, Gründer und Leiter des Bärenreiter-Verlages. Die Illustrationen der Kopfleisten zu den einzelnen Teilen stammten von Paula Jordan.
Die Sammlung entstand nach Angaben des Verlages im Auftrag des Arbeitskreises für Haus- und Jugendmusik. Spätestens in der Ausgabe von 1958 wurden zusätzlich bei vielen Liedern in einer Bearbeitung von Wilhelm Gebhard Akkordsymbole zur Liedbegleitung in „schlichtester Harmonisierung“ hinzugefügt. Ebenso wurde die Sammlung auf 388 Lieder erweitert. In den meisten Bundesländern der Bundesrepublik Deutschland wurde das Liederbuch für den Schulgebrauch zugelassen.
Der Bruder Singer erschien in mehreren Auflagen, wobei bereits im Jahr 1958 das 167.–176. Tausend an verkauften Exemplaren erreicht wurde.
Zusätzlich erschienen nach Angaben des Verlages Ausgaben für Chöre, eine Ausgabe mit Klavierbegleitung sowie ein Kleiner Bruder Singer.

## Name
Der Bruder Singer erschien erstmals 1951 unter diesem Namen. Als Motto wurde der Liedersammlung ein Ausspruch von Theodor Gottlieb von Hippel (1775–1843) vorangestellt:
SPRICH,
und du bist mein Mitmensch,
SINGE,
und wir sind Brüder
und Schwestern!
Nach Angaben des Verlages verweist der Untertitel Lieder unseres Volkes auf ein Liederbuch, das erstmals 1933 erschien, 1938 nach dem „Anschluss Österreichs“ um den Teil Wir sind ein Volk erweitert und unter dem Titel Lieder unseres Volkes vertrieben wurde. Im Unterschied zu diesem Vorläufer wurde die Liedauswahl im Bruder Singer bereinigt, indem die nationalsozialistischen Lieder eliminiert und stattdessen christliche Lieder aufgenommen wurden.

## Aufbau des Liederbuches
Die Liedersammlung des Bruder Singer in der Ausgabe von 1958 besteht aus folgenden Teilen:
- Im Jahreskreis mit Jahreszeiten- und Wanderliedern
- Im Tageskreis mit Morgen- und Abendliedern
- Im geselligen Kreis
- In stillen Stunden
- Für Mutter und Kind
- Frisch auf, ihr Kameraden
- Zu Fest und Feier
- sowie einem Nachwort der Herausgeber mit einem musikgeschichtlichen Überblick und einer Erklärung der Intentionen des Buches

## Ausgaben
- Bruder Singer. Lieder unseres Volkes. Neu bearbeitete Auflage, Bärenreiter-Verlag, Kassel 1958
- Der kleine Bruder Singer. Liederbuch zum täglichen Gebrauch für jung und alt. Bärenreiter-Verlag, Kassel 1954
- Hermann Peter Gericke: Der „Bruder Singer“ in der Schule. Methodische Handreichung für den Lehrer. Bärenreiter-Verlag, Kassel 1954 (Beilage der Zeitschrift Hausmusik)